# Laurent Zahui
Laurent Zahui (Gagnoa, Costa de Marfil, 10 de agosto de 1960-Toulouse, Francia, 16 de marzo de 2021) fue un futbolista y entrenador de fútbol de Costa de Marfil que jugó en la posición de lateral izquierdo.

## Carrera

### Club
| Periodo   | Club            |
| --------- | --------------- |
| 1976-1985 | Stade d'Abidjan |
| 1985–1986 | AS Angoulême    |
| 1986–1989 | Rodez AF        |

### Selección nacional
Jugó para Costa de Marfil en cuatro ocasiones de 1986 a 1988 y participó en	tres ediciones de la Copa Africana de Naciones. También jugó para la selección sub-20 en la Copa Mundial de Fútbol Sub-20 de 1977.

### Entrenador
Dirigió al Stade d'Abidjan de 2007 a 2010.

## Muerte
Zahui murió el 16 de marzo de 2021 en Toulouse por complicaciones con una cirugía de cadera.

## Logros
- Copa de Costa de Marfil (2): 1976, 1984
- Campeonato de Clubes de la WAFU (1): 1977
- Championnat National (1): 1988